# Kurt Schuschnigg
Kurt Alois Josef Johann Schuschnigg, med 1898–1919 uradno tudi plemeniti von Schuschnigg, avstrijski politik in kancler koroško-slovenskega porekla, * 14. december 1897, Riva del Garda, Avstro-Ogrska, † 18. november 1977, Mutters, Tirolska.
Schuschnigg je bil v obdobju med obema svetovnima vojnama zadnji avstrijski kancler pred nacistično priključitvijo Avstrije . Po kratkotrajni avstrijski državljanski vojni, ko so avstrijski monarhisti in konservativci premagali svoje domače politične tekmece socialdemokrate in prepovedali avstrijsko podružnico NSDAP, je med 29. julijem 1934 in 11. marcem 1938 vladal Avstriji kot zvezni kancler z diktatorskimi pooblastili.  Po priključitvi Avstrije Tretjemu Rajhu so ga nacisti aretirali in ga vse do konca 2. svetovne vojne leta 1945 internirali v različnih koncentracijskih taboriščih kot "varovanega ujetnika". Po koncu 2. svetovne vojne je postal ameriški državljan in v ZDA deloval kot profesor državnega prava. Leta 1968 se je vrnil v Avstrijo, kjer je leta 1977 tudi umrl.

## Življenje

### Poreklo
Schuschnigg je bil sin na Tirolskem živeče staroavstrijske častniške družine, ki je bila 2. aprila 1898 povzdignjena v plemiški stan. Po očetovi strani je bil koroško-slovenskega porekla, o čemer priča tudi njegov priimek (slovenski zapis je Šušnik). Schuschniggov rod izhaja iz Radiš na Celovškem polju  (današnja občina Žrelec/Ebenthal), ki so bile še v začetku 20. stoletja del strnjenega slovensko govorečega območja Južne Koroške.

### Mlada leta in politika
Kurt Schuschnigg je bil že od mladih let deležen stroge konservativne in katoliške vzgoje, tipične za staroavstrijske plemiške družine. Obiskoval je jezuitsko gimnazijo „Stella Matutina” v Feldkirchu, zvezna dežela Predarlska. Po študiju  prava na Univerzi Freiburg in Univerzi Innsbruck je leta 1924 odprl lastno odvetniško pisarno.
Udejstvoval se je tudi v avstrijski krščansko-socialni stranki. Leta 1927 je postal najmlajši poslanec v spodnjem domu avstrijskega parlamenta. Ker je gojil globoko nezaupanje do takratne avstrijske vojske, je leta 1930 ustanovil svoje lastno vojaško združenje, ki je bilo pozicionirano močno katoliško in antisemitsko.
Leta 1926 se je poročil z Hermo Masera, s katero je dobil sina Kurta. Žena mu je umrla 13. julija 1935 v prometni nesreči v bližini Linza.

### Pravosodni minister proti demokraciji
Leta 1932 je postal pravosodni minister v kabinetu zveznega kanclerja Karla Burescha, oz. kasneje Engelberta Dollfußa. Že v tistih letih se je v avstrijskem parlamentu večkrat javno polemiziralo o domnevni škodljivosti demokracije in možnostih njene odstranitve iz političnega odločanja. Schuschnigg je na svetu ministrov Dollfußove vlade 17. junija 1932 svaril, da "se bo vlada kmalu znašla pred odločitvijo, ali lahko še vedno prevzema odgovornost za sodelovanje s parlamentom in ali se ne bo morala naslednja vlada oblikovati hkrati z ukinitvijo parlamenta."
Leta 1933 je postal Schuschnigg tudi minister za izobraževanje. Na njegovo zavzemanje je bila 11. novembra 1930 v Avstriji ponovno uvedena smrtna kazen (sicer ukinjena leta 1920).

### Zvezni kancler 1934–1938

#### Notranja politika
Potem, ko so Engelberta Dollfußa – ki je po državljanski vojni ukinil parlament in prepovedal vse politične stranke - umorili avstrijski nacisti, ga je leta 1934 na mestu zveznega kanclerja nasledil Schuschnigg. S 36 leti starosti ob nastopu funkcije ostaja Schuschnigg vse do danes najmlajši avstrijski zvezni kancler.
Za Schuschniggovo vladavino je bila značilna izredno rigorozna in trda konservativna politika, ki se danes največkrat opredeljuje pod pojmoma polfašizem ali avstrofašizem. Podobno kot Dollfuß je tudi Schuschnigg vladal diktatorsko in poskušal po svojih političnih predstavah oblikovati nekakšno avstrofašistično "stanovsko državo", kar pa mu ni nikoli uspelo.  Avstrijo je poskušal v svetu pozicionirati kot tisto drugo, krščansko in v primerjavi s svojo severno sosedo (ki se je med letoma 1933 in 1945 transformirala v Tretji Rajh) "boljšo nemško državo".
Zasledujoč te cilje se je Schuschnigg zatekel tudi k masovnim aretacijam  politično sumljivih elementov (predvsem nacistov, socialistov in komunistov). Septembra 1934 je število političnih zapornikov v Avstriji doseglo 13.338. Ocenjuje se, da je bilo za časa Schuschniggove vladavine iz političnih razlogov zaprtih okoli 16.000 avstrijskih državljanov.

#### Zunanja politika
Iščoč političnih zaveznikov in zaščite pred vse močnejšo Hitlerjevo Nemčijo je Schuschnigg še stopnjeval Dollfußovo zunanjo politiko in postajal vse odvisnejši od fašistične Italije. Po italijanski okupaciji Etiopije pa je tudi mednarodno vse bolj izolirani Mussolini potreboval Hitlerjevo zaščito, zato se je Avstrija posredno kmalu znašla pod vedno močnejšim pritiskom Tretjega Rajha.
Leta 1936 je prišlo do tako imenovanega julijskega dogovora, v katerem je Hitler sicer priznal suverenost Avstrije, v zameno pa je zahteval, da se mora avstrijska zunanja politika podrediti nemški. Poleg tega je moral Schuschnigg v vlado sprejeti dva ministra, ki sta bila zelo blizu nacionalsocializmu. Prav tako je  moral Schuschniggov konservativni režim sprejeti in vsaj površinsko integrirati mnoge prej preganjane naciste v okvir svoje enotne državne stranke  Vaterländische Front.
Skriti del julijskega dogovora je vseboval tudi člen, po katerem je bilo v Avstriji ponovno dovoljeno izdajanje nacističnih časnikov (ki so bili prej prepovedani). To je bil, ob drugih dejavnikih, eden ključnih korakov k postopnemu zatonu avstrofašizma in vzponu nacizma v Avstriji.
V začetku leta 1938 je Hitler svoj pritisk na Avstrijo še okrepil. S Schuschniggom se je srečal 12. februarja v Berchtesgadnu in mu izročil sveženj nemških zahtev, ki so imele vse značilnosti ultimata. Schuschnigg je bil prisiljen v svoj kabinet sprejeti nacista Arthurja Seyss-Inquarta kot ministra za notranje zadeve, na dolgi rok pa je Berchtesgadenski sporazum od avstrijske vlade dejansko zahteval popolno predajo oblasti avstrijskim nacional-socialistom. Ponudbo takrat prepovedanih avstrijskih socialdemokratov, ki bi bili Schuschnigga pripravljeni podpreti v morebitni skupni borbi za neodvisnost Avstrije proti Hitlerjevi Nemčiji, je Schuschnigg zavrnil,  saj so socialdemokrati kot pogoj postavili ponovno legalizacijo njihove stranke.

#### Anschluss
Soočena s Hitlerjevimi zahtevami se je najvišja avstrijska politika, na čelu s Schuschniggom in predsednikom republike Dr. Wilhelmom Miklasom, odločala o treh možnostih:
1. odstop kanclerja in predsednikovo imenovanje novega kanclerja, ki ne bi bil na kakršenkoli način obvezan slediti sporazumu iz Berchtesgadna.
2. Sporazum iz Berchtesgadna se izvede, vendar pod novoimenovanim kanclerjem.
3. Sporazum iz Berchtesgadna se izvede, kancler pa ostane na svojem položaju.
Na koncu so se odločili za tretjo možnost.
20. februarja je Hitler govoril pred Reichstagom v Berlinu, govor pa je prvič prenašal tudi avstrijski radio. Glavna fraza njegovega govora je bila: "… Nemški rajh ni več pripravljen tolerirati zatiranja desetih milijonov Nemcev zunaj svojih meja."
V Avstriji so govor sprejeli z zaskrbljenostjo in demonstracijami, ki so jih organizirali tako pro kot anti-nacistični elementi. 24. februarja zvečer je bila sklicana seja avstrijskega parlamenta, na kateri se je Schuschnigg skliceval na sporazum z Nemčijo iz leta 1936, z besedami: "Avstrija bo šlo samo tako daleč in nič dlje." Avstrijski nacisti so sprejeli njegov govor z ogorčenjem in začeli mobilizirati svoje privržence. Naslovnica v londonskem The Times se je naslednji dan glasila "Schuschniggov govor – nacisti vznemirjeni." Nemški nacistični tisk je povzel frazo "Tako daleč in nič dlje." in jo označil kot 'zaskrbljujočo'.
Da bi razrešil politično negotovost v državi in prepričal Hitlerja in preostanek sveta, da želijo Avstrijci ostati Avstrijci in neodvisni od Tretjega Rajha, se je Schuschnigg s polno podporo predsednika republike in ostalega političnega vrha odločil za razpis plebiscita, ki bi ga naj izvedli 13. marca 1938. Toda besedilo plebiscitnega vprašanja, na katerega je bilo možno odgovoriti le z 'Da' ali 'Ne' je takoj postalo predmet spotike. Glasilo se je :
"Ali ste za svobodno, nemško, neodvisno in socialno, krščansko in združeno Avstrijo, za mir in delo, za enakost vseh, ki se čutijo pripadni ljudstvu in Očetnjavi ?" 
Toda poleg vprašanja samega je med nacisti veliko besa vzbudilo še nekaj drugega. Čeprav so imeli člani Schuschniggove državne stranke Vaterländische Front (Fronta Očetnjave) pravico voliti pri vsaki starosti, je takratna avstrijska ustava prepovedovala voliti vsem ostalim avstrijskim državljanom, mlajšim od 24 let. Ta prepoved bi vstop na volišča preprečila večini nacističnih simpatizerjev v Avstriji, saj je bilo Hitlerjevo gibanje najmočnejše ravno med mladimi Avstrijci.
Ker se je zavedal svoje zagate, se je Schuschnigg sestal z voditelji avstrijskih socialdemokratov. Tokrat je bil končno pripravljen ponovno legalizirati njihovo stranko in njihove sindikate,  v zameno za podporo na plebiscitu.
Nemška reakcija je bila sunkovita. Hitler je takoj zahteval odpoved plebiscita. Ko je Schuschnigg na to z odporom pristal, je Hitler zahteval še njegov odstop in imenovanje Seyss-Inquarta na mesto kanclerja. Te zahteve predsednik Miklas sprva ni želel podpreti, vendar jo je na koncu pod grožnjo takojšnje vojaške intervencije kljub vsemu sprejel. Schuschnigg je odstopil 11. marca 1938, Seyss-Inquart pa je bil takoj zatem imenovan za kanclerja. Seveda to ni ničesar več spremenilo - nemške čete so se zlile v Avstrijo, kjer so jih v prazničnem vzdušju povsod pričakale navdušene množice.
Ko je jutro po invaziji novinar londonskega Daily Maila vprašal novega kanclerja, Seyss-Inquarta, kako je lahko prišlo do tako dramatičnega razvoja dogodkov, je dobil sledeč odgovor: "Plebiscit, ki je bil napovedan za jutri, je predstavljal prelom sporazuma, ki ga je Dr. Schuschnigg sklenil z g. Hitlerjem v Berchtesgadnu in s katerim je obljubil politične svoboščine za nacional-socialiste v Avstriji."
12. marca 1938 so nacisti Schuschnigga priprli na njegovem domu.

### Zapor in koncentracijsko taborišče
Po začetnem domačem priporu, ki mu je sledila samica v štabu Gestapa , je Schuschnigg preživel preostanek vojne v dveh različnih koncentracijskih taboriščih. Najprej v Sachsenhausenu, nato še v Dachauu. Poznega aprila leta 1945, tik pred koncem vojne,  so Schuschnigga skupaj s še nekaterimi prominentnimi taboriščniki odpeljali iz Dachaua na Južno Tirolsko, kjer so stražarji SS prepustili jetnike v roke Wehrmachtovim častnikom, ti pa so jih izpustili. Vsi skupaj so bili nato predani ameriškim četam 4. maja 1945.  Od tam so Schuschnigga in njegovo družino, skupaj z mnogimi ostalimi bivšimi jetniki, prepeljali na italijanski otok Capri, kjer so jih dokončno osvobodili.

### Kasnejše življenje
Po koncu druge svetovne vojne je Schuschnigg emigriral v ZDA, kjer je deloval kot profesor političnih znanosti na Univerzi v Saint Louisu od leta 1948 do 1967.
Leta 1959 je izgubil tudi svojo drugo ženo, Vero Fugger von Babenhausen, rojeno grofico Czernin, s katero se je na Dunaju poročil v odsotnosti 1. junija 1938 (takrat je bil že v nacističnem zaporu). Schuschnigg je umrl v Muttersu, blizu Innsbrucka na Tirolskem, 18. novembra 1977.